# شهرستان اوشنا (میشیگان)
شهرستان اوشنا، میشیگان (به انگلیسی: Oceana County, Michigan) یک سکونتگاه مسکونی در ایالات متحده آمریکا است که در میشیگان واقع شده‌است.